# Feijó (Almada)
Feijó é uma povoação portuguesa do Município de Almada que foi sede da extinta da Freguesia de Feijó, freguesia que tinha 3,94 km² de área e 18 884 habitantes (2011), e, por isso, uma densidade populacional de 4780,8 hab./km². Fazia parte integrante da cidade de Almada.
A Freguesia de Feijó foi extinta em 2013, no âmbito de uma reforma administrativa nacional, tendo sido agregada à freguesia de Laranjeiro, para formar uma nova freguesia denominada União das Freguesias de Laranjeiro e Feijó com sede em Laranjeiro.

## População
| 2001   | 2011   |
| 16 072 | 18 884 |

Criada pela Lei n.º 17-B/93,  de 11 de Junho, com lugares desanexados da freguesia do Laranjeiro
| Distribuição da População por Grupos Etários | Distribuição da População por Grupos Etários | Distribuição da População por Grupos Etários | Distribuição da População por Grupos Etários | Distribuição da População por Grupos Etários | Distribuição da População por Grupos Etários | Distribuição da População por Grupos Etários | Distribuição da População por Grupos Etários | Distribuição da População por Grupos Etários | Distribuição da População por Grupos Etários |
| -------------------------------------------- | -------------------------------------------- | -------------------------------------------- | -------------------------------------------- | -------------------------------------------- | -------------------------------------------- | -------------------------------------------- | -------------------------------------------- | -------------------------------------------- | -------------------------------------------- |
| Ano                                          | 0-14 Anos                                    | 15-24 Anos                                   | 25-64 Anos                                   | > 65 Anos                                    |                                              | 0-14 Anos                                    | 15-24 Anos                                   | 25-64 Anos                                   | > 65 Anos                                    |
| 2001                                         | 2 486                                        | 2 068                                        | 9 343                                        | 2 175                                        |                                              | 15,5%                                        | 12,9%                                        | 58,1%                                        | 13,5%                                        |
| 2011                                         | 3 045                                        | 1 927                                        | 10 609                                       | 3 303                                        |                                              | 16,1%                                        | 10,2%                                        | 56,2%                                        | 17,5%                                        |

## Economia
As principais actividades económicas desta localidade são: a indústria, comércio e os serviços. De referir que toda a indústria existente é considerada não poluente, que serve de exemplo para outros locais. Na sua área fica o Almada Forum.

## Colectividades
As principais colectividades do Feijó são:
- Associação Feijó Jovem
- Basket Almada Clube
- Clube de Sargentos da Armada
- Clube Recreativo Alagoa
- Clube Recreativo do Feijó
- Clube Recreativo Vale de Flores
- Corpo Nacional de Escutas - Agrupamento 461
- Sociedade Recreativa Estrelas do Feijó

## Feiras, festas e romarias
- Mercados diários (municipais e do levante)
- Arraiais populares (de Junho a Julho)
- Feriado: 24 de Junho (S. João)

## História
A história do Feijó remonta ao século XVI sendo, nessa época caracterizado pela sua intensa exploração rural. Há indícios que indicam a antiguidade dos locais, provavelmente de influência muçulmana, de que é exemplo Algazarra.
No século XVI existiam nesta povoação quintas e propriedades de gente ilustre como os Condes de Monsanto, Manuel de Sousa Coutinho ou os condes de Aveiras. O núcleo inicial denominado Feijó ficava na zona da Rua Pêro da Covilhã e aparece em 1813 apenas como uma quinta. A expansão da localidade deu-se em meados do século XX, provocada pela pressão demográfica que recaía sobre Almada.
A freguesia do Feijó foi criada pela Lei n.º 17-B/93, de 11 de Junho de 1993, respondendo-se a um desejo manifestado pela população desde 1953, quando em requerimento à Câmara Municipal de Almada, um grupo de "Chefes de Família" manifestou a necessidade de existência na povoação de uma representação autárquica, pois a sua inexistência os obrigava a percorrer uma longa distância e a perder tempo para se deslocar à Cova da Piedade. Após o 25 de Abril de 1974 acentuou-se ainda mais este desejo de autonomia da população do Feijó em relação à Cova da Piedade.
Em 1985 foi criada a freguesia do Laranjeiro; contudo esta não conseguiu dar resposta aos inúmeros problemas da freguesia do Feijó, derivados do crescimento económico e demográfico da localidade. Daí que, finalmente, após quarenta anos de luta, a localidade tenha sido elevada a freguesia, em 11 de Junho de 1993. As primeiras eleições autárquicas para esta freguesia tiveram lugar em 12 de Dezembro de 1993, tomando posse o executivo a 6 de Janeiro de 1994.